# Hendricks Creek
Der Hendricks Creek ist ein rund 14 Kilometer langer linker Nebenfluss des Tubmill Creek im Westmoreland County im Südwesten des US-Bundesstaates Pennsylvania. Er entwässert ein rund 76 Quadratkilometer großes Gebiet im Fairfield Township und ist damit der mit Abstand wichtigste Zufluss des Tubmill Creek.

## Verlauf
Der Fluss entspringt am Laurel Hill an der Grenze zum Somerset County auf dem Gebiet des Pennsylvania State Game Lands 42. Er fließt vorwiegend in nordwestliche Richtung durch ein meist dicht bewaldetes Tal bis zu seiner Mündung in den Tubmill Creek südöstlich von Bolivar. Die wichtigsten Zuflüsse sind der Hypocrite Creek und der Snyder Run, die beide von links in den Hendricks Creek einmünden.